# أسطورة الجزيرة الخامسة
أسطورة الجزيرة الخامسة (بالإنجليزية: Le Mythe de la 5ème île)‏ هُو فيلم وثائقي صدر سنة 2007 وأخرجه محمد سعيد أوما. عُرض الفيلم ضمن مهرجان السينما الإفريقية بقرطبة.

## ملخص أحداث الفيلم
يستكشف هذا الفيلم الوثائقي طاهرة الهجرة «كأُسطورة». يأخذه فضول الشخصية الرئيسية إلى لندن، وهي مدينة عالمية حيث يجب على المرء أن يُقاتل من أجل البقاء، قبل أن ينضم إلى أشخاص ذوي آفاق مُختلفة ومن مُجتمعات أُخرى (النرويج، كرواتيا، إسبانيا، صقلية). لماذا ينتهي الأمر بأشخاص من جنسيات عديدة على قطعة الأرض تلك ؟ هل كانوا يبحثون عن شيء أفضل ؟ جزيرة خامسة ؟

## بطاقة تقنية
- الإخراج : محمد سعيد أوما
- الإنتاج : أفلام فاصون فاصون (بالفرنسية: Les Films façon façon)‏
- السيناريو : محمد سعيد أوما
- التصوير : محمد سعيد أوما
- الصوت : بنجامين غينيو
- التركيب : باربارا توركيتو